# 休斯顿大学法律中心

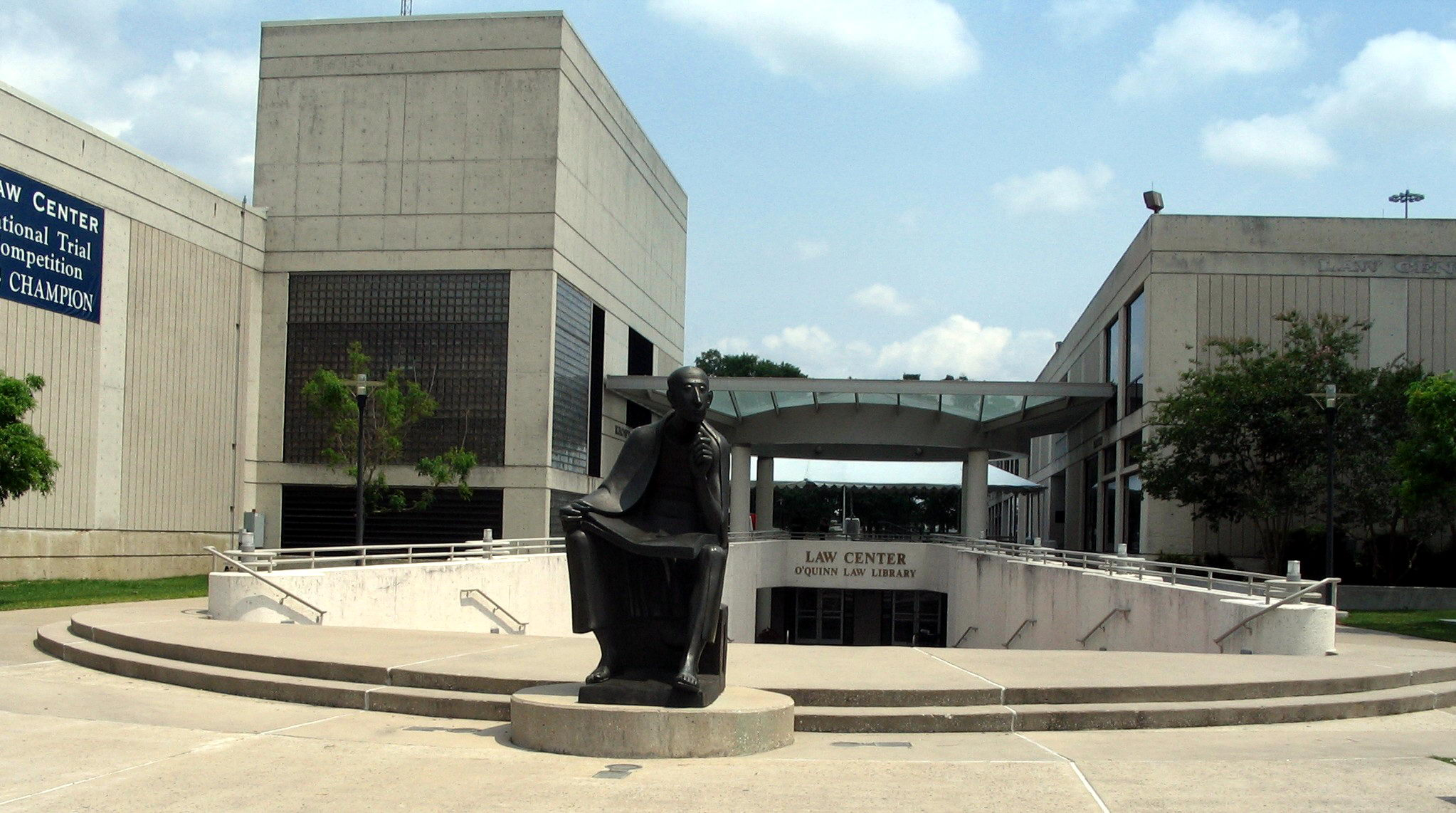
法学院

休斯顿大学法律中心（University of Houston Law Center）是一所位于美国德克萨斯州休斯顿的法学院，附属于休斯顿大学，创设于1947年。该院在《美国新闻与世界报道》的法学院排名中排第58名。
2005年飓风卡特里娜袭击新奥尔良的时候，该院接济了新奥尔良洛约拉大学法学院全体师生，让他们能在异地继续进行教研。